# Златокоса и разбојник
Златокоса и разбојник (енгл. Tangled) је амерички 3D рачунарски-анимирани мјузикл авантуристички филм из 2010. године који је продуцирао Walt Disney Animation Studios и издао Walt Disney Pictures. Слабо базиран на немачкој бајци Златокоса у колекцији народних прича чији су издавачи браћа Грим, представља 50. дугометражни анимирани филм студија Disney. Главну гласовну поставу чине Менди Мур, Закари Ливај и Дона Мерфи, филм говори причу о изгубљеној, младој принцези са магичном дугом плавом косом, која чезне да напусти њен осамљени торањ. Против жеља своје мајке, она прихвата помоћ уљеза како би је извео у свет који никад није видела.
Пре изласка филма, наслов је промењен са Рапунзел у Запетљано, како би се прилагодио родној неутралности. Филм је провео чак шест година продуцирања и потрошено је 260 милиона долара, што је учинило овај филм најскупљим анимираним филмом свих времена и уопштено пети најскупљи филм икада урађен.
Филм се премијерно приказан 14. новембра 2010. године у Ел Капитан театру и почео да се приказује 24. маја 2010. године у осталим биоскопима. Филм је добио похвале како од критичара тако и од гледалаца. Укупно је зарађено 591 милиона долара од филма, 200 милиона долара у САД и Канади. DVD верзија филма изашла је 29. марта 2011. године; кратки филм, Златокоса и разбојник: Срећан крај, изашао је касније током 2012. године и телевизијска серија је имала премијеру током 2017. године.
У плану је била синхронизација на српском језику, која је требало да буде објављена и приказана у биоскопима 2011. године, али се због финансијских проблема од ње одустало и филм је приказан титлован. Међутим, трејлер је синхронизован и доступан је на YouTube-у, а у њему глас Златокоси позајмила је глумица Ивана Поповић.

## Радња
Након што је примила исцелитељске моћи из магичног цвета, беба принцеза Златокоса је отета из палате усред ноћи код мајке Готел. Мајка Готел зна да магичне моћи цвета сада расту у златној Златокосиној коси, а да би остала млада, мора закључати Златокосу у својој скривеној кули. Златокоса је сада тинејџерка и коса јој је нарасла на дужину од двадесет метара. Прелепа Златокоса је била у торњу цео свој живот, а радознала је за спољни свет. Једног дана, бандит Флин Рајдер проналази торањ и заробљен је од стране Златокосе. Она се договорила са шармантним лоповом да буде њен водич за путовање до места где долазе плутајућа светла која је видела сваке године на рођендан. Златокоса ће имати најузбудљивије и најлепше путовање у свом животу.

## Улоге
| Глумац       | Улога       |
| ------------ | ----------- |
| Менди Мур    | Златокоса   |
| Закари Ливај | Флин Рајдер |
| Дона Мерфи   | мајка Готел |